# 窦镇山
窦镇山，清朝人，是一名清朝政治人物。
窦镇山曾于1892年接替袁树勋任上海县知县一职，1892年由黄承暄接任。